# Marden Henge

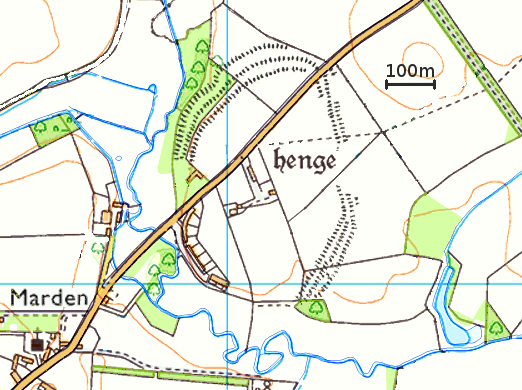
Marden Henge

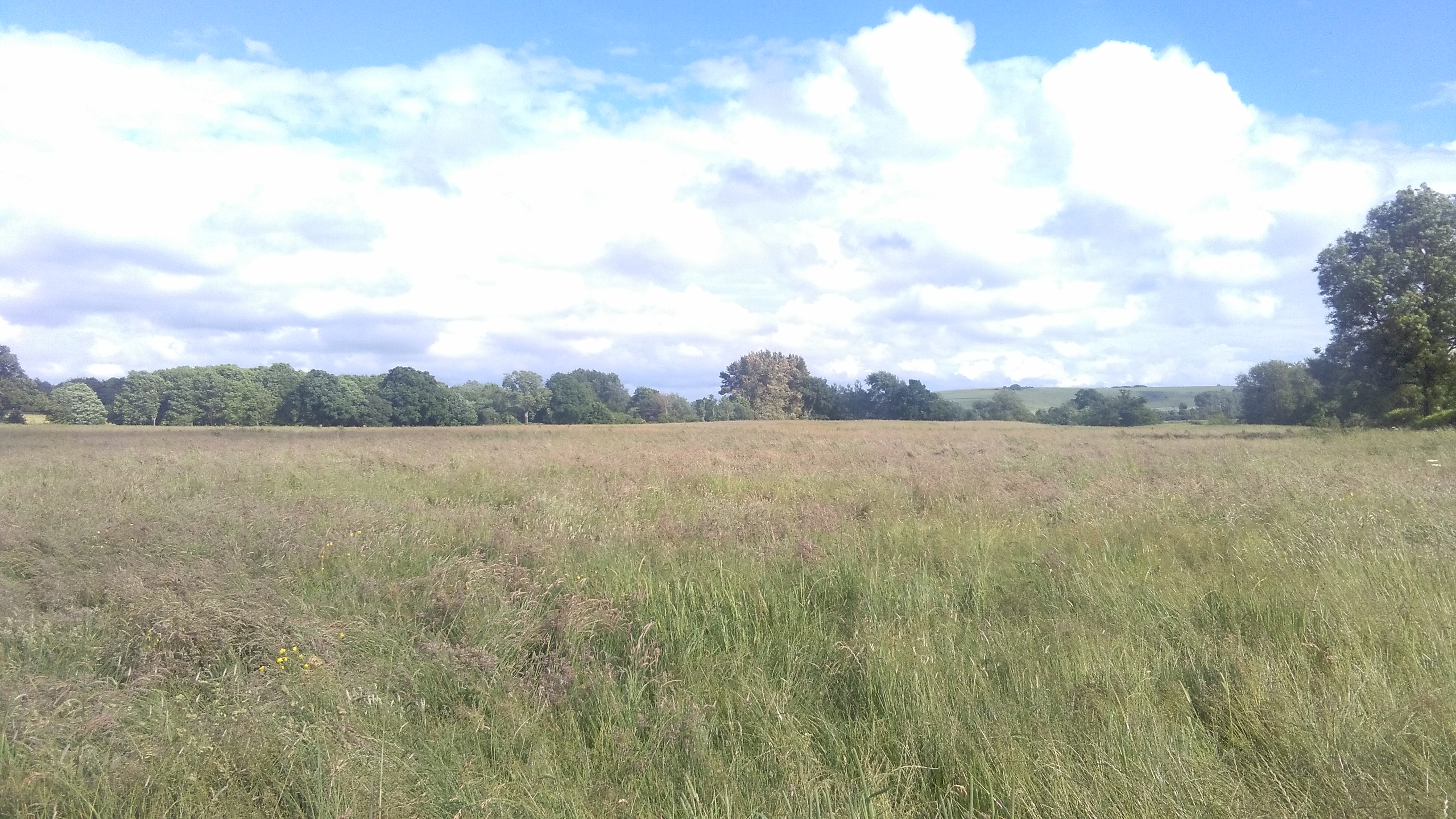
Marden Henge

Marden Henge (auch als Hatfield Erdwerk bekannt) ist das größte Henge Großbritanniens. Es liegt auf niedrigem Grund im Tal von Pewsey, etwa 16,0 km südöstlich von Marden, bei Devizes in Wiltshire und umschließt mit 450 × 330 m eine Fläche von rund 15 Hektar. Die Henges von Durrington Walls mit 12 ha und Avebury mit 11,5 ha sind die nächsten in einer Kategorie, die wegen ihrer Größe als Giants oder Superhenge bezeichnet werden.
Teile des niedrigen Walls und der Gräben sind noch erkennbar. Auf der Südwestseite bildet das Sumpfgelände des Flusses Avon die natürliche Grenze. Die ovale Anlage hat Zugänge im Norden und Osten und wird auf 2500 v. Chr. datiert. Eine moderne Straße zerteilt das Henge.
Innerhalb des Henges liegt der „Hatfield Barrow“, ein stark gestörter Rundhügel, der als viertgrößter (mindestens 11 m hoch und 60 m Durchmesser) einer auch als Erntehügel (Harvest Hill) bezeichneten Gruppe von Hügeln angehört, deren größter Vertreter der Silbury Hill ist. Der Hatfield Barrow wurde 1818 ausgegraben. Die Ausgräber fanden keine Spuren eines Begräbnisses und schlossen daraus, dass der Erdhügel ein Altarberg war.
Ein so genanntes Rundhaus des Typs The Sanctuary (vermutlich ein Woodhenge) von sechs Metern Durchmesser liegt ebenfalls im Marden Henge. Bauten dieser Art werden auf 3200–2700 v. Chr., also älter als das Henge, datiert.